# The Ware Case (1917)
The Ware Case é um filme de drama mudo produzido no Reino Unido e lançado em 1917. É uma adaptação da peça The Ware Case, de George Pleydell Bancroft.